# Jackson Scholz
Jackson Volney Scholz (Buchanan, Michigan, 1897. március 15. – Delray Beach, Florida, 1986. október 26.) olimpiai bajnok amerikai atléta.

## Pályafutása
A Michigan állambeli Buchanan városban nőtt fel. Az 1920. évi nyári olimpiai játékokon tagja volt a 4 × 100 méteres síkfutásban aranyérmet nyert amerikai váltónak. Négy évvel később a párizsi olimpián 200 méteren arany-, 100 méteren ezüstérmet nyert. Részt vett az 1928. évi nyári olimpiai játékokon is, de ekkor már nem sikerült érmet szereznie. 1986-ban, 89 évesen hunyt el.